# Ерёмкин, Григорий Захарович
Григо́рий Заха́рович Ерёмкин (1 марта 1912, рудник Будённовский — 1 марта 1990, Ленинград) — российский советский фаготист, солист ЗКР АСО Ленинградской филармонии, профессор Ленинградской консерватории, дипломант Всесоюзного конкурса, Заслуженный артист РСФСР (1963).

## Награды и звания
- Дипломант Всесоюзного конкурса музыкантов-исполнителей (1941)
- Заслуженный артист РСФСР (1963)